# 大園桃子
大園桃子（日语：／ Ōzono Momoko */?，1999年9月13日—）是日本女性經營者、YouTuber，同時是服飾品牌「philme」的營運公司「hio株式會社」的社長，為女子偶像團體乃木坂46前成員，鹿兒島縣曾於市出身。2016年以乃木坂46三期生身分出道。2021年9月4日自乃木坂46畢業，並退出演藝圈。

## 經歷
1999年9月13日，大園出生於鹿兒島縣曾於郡大隅町（現併入曾於市）。在5歲至中學3年級間學習鋼琴，以及在小學5年級至中學3年級間學習劍道，擁有劍道二段的實力，但是大園說對自己這兩方面的了解並不多。另外，也學習書法至高中1年級為止。從曾於市內的中學畢業後，進入鹿兒島縣立曾於高等學校就讀。由於老家距離最近的車站有40分鐘的車程，而且沒有大眾運輸，所以過去常騎摩托化自行車上學。曾擔任高中棒球部的經理，但沒有學習棒球，而作為經理，在練習賽和一些正式比賽中負責棒球場的公告。
大園在比她大1歲的高中前輩勸說下，參加乃木坂46三期生的徵選。她在第二次審查之前的4天才知道首次審查合格的消息。第二次審查時，大園在特技環節示範了用木刀代替咪高峰演唱了新垣結衣的《紅線》。其後，大園通過了第三次審查，並在第四次審查演唱了erica的《給你的歌》（あなたへ贈る歌）。
2016年9月4日，大園通過三期生的徵選，並在加入乃木坂46時獲選為三期生的暫定Center（中心站位成員）。她自LINE LIVE播放的《乃木坂46 3期生決定特備節目》起開始以乃木坂46成員的名義活動，並獲得《週刊YOUNG JUMP》、《FLASH Special》、《月刊娛樂》、《BOMB》和《月刊AKB48團體新聞》的出版社協作特別企劃獎。12月10日，大園在日本武道館舉行的「乃木坂46 3期生『鑑定會』」中首度在支持者前亮相，並在鑑定會中擔當《生命如此美好》一曲的Center。12月19日，乃木坂46三期生開通網誌。由12名成員每人每天輪流發表一篇文章，大園的首篇文章在12月22日發表。
2017年2月2日至12日，3期生舉行為期15場的《3人的主角》公演，大園只參與了2月4日下午的公演。她亦擔任了在3月22日發行的乃木坂46第17張單曲《大影響家》中，3期生歌曲《第三陣風》的Center。5月9日至14日，大園參與了由3期生獨自擔綱的「乃木坂46三期生單獨公演」，並在現場以鋼琴演奏了《你就是希望》。7月10日播放的《乃木坂工事中》，大園在乃木坂46第18首單曲《蜃景》中與與田祐希一同首次擠身選拔，並成為該曲的兩個Center之一。
2018年2月22日，大園在乃木坂46官方網站的個人網誌開通。3月，從高中畢業。5月1日，大園成為NHK鹿兒島放送局的高中棒球廣播應援經理。6月11日，大園開始擔任家鄉曾於市的特別公關大使。
2019年4月12日播出的《金曜日のどっち!?》（朝日電視台），為大園首次單獨出演的綜藝節目。4月14日，她在NHK廣播第1頻率的綜藝節目《Radirer! Sunday》擔任第二及第四個星期日的常規主持。5月開始參與雜誌《an・an》的連載「美容的坂道攀登隊」。7月19日，乃木坂46營運方宣布大園將不參與乃木坂46第24張單曲的相關活動。
2020年1月，成為「NHK WALL aquarium 〜sea of AMAMI〜」的特別支援者（NHK鹿兒島放送局）。9月13日，在21歳生日當天，開設個人Instagram帳號。
2021年7月4日，在官方部落格上宣布將於9月4日畢業並將從演藝圈引退。8月22日，於福岡海洋展覽館舉辦的「盛夏的全國巡演2021」福岡公演中舉行畢業典禮，同時為大園以乃木坂46成員身分參與最後一場演唱會。8月22日，最後一次出演擔任常規主持的電台節目《電台啊!星期日》。9月4日，於乃木坂46官方YouTube頻道「乃木坂配信中」舉行直播「大園桃子最後的告别」（大園桃子から最後のご挨拶），正式從乃木坂46畢業，同時自演藝圈引退。同日，乃木坂46官方YouTube頻道公開由三期生所演唱的歌曲《回憶優先》（思い出ファースト）的音樂錄影帶，為包含大園在內的三期生12人最後出演的音樂錄影帶。9月5日深夜（6日0時－0時30分）播出的《乃木坂工事中》後，正式結束在乃木坂46的所有活動。9月13日，於22歳生日當天，在個人Instagram上宣布自己會在時裝事業上發展，並創立自己的服裝品牌「philme」，而Instagram帳號也會繼續更新。10月4日，大園位於乃木坂46內的部落格正式關閉。
2022年1月29日，開設個人YouTube頻道，而頻道內容以日常生活以及自創服飾品牌「philme」相關資訊為主。3月11日，出演中田敦彥個人YouTube頻道「中田敦彦 - NAKATA ATSUHIKO」的影片，為大園引退後首次公開亮相。
2023年1月20日，與日本網路歌手春茶合作翻唱《君の知らない物語》

## 人物
大園出身於鹿兒島縣，是整個坂道系列當中第一名來自於鹿兒島縣的成員。
大園的暱稱為、和。她喜歡的食物包括番茄和黑豬涮涮鍋。她喜歡的歌曲為HAZZIE→的《Only One。》。有1個弟弟。
大園雖然表示她沒有特技，但她在5歲至中學3年級期間曾經學習鋼琴，及在小學5年級至中學3年級間練習劍道，並擁有劍道二段段位。她也曾學習書法至高中1年級為止。2017年8月7日播出的《乃木坂工事中》「第18首單曲祈願企劃」中，大園為尋找海龜，同一起出演該企劃的與田祐希取得水肺潛水的C級證照（入門級）。
大園為乃木坂46第3期生加入時的暫定中心成員。大園親近的前輩為白石麻衣、齋藤飛鳥。同期的佐藤楓則在3期生甄選第4次審查時與大園住在同一家酒店，並成為好友。她最喜歡的乃木坂46歌曲為《光合作用希望》。

## 音樂作品
- 標註「★」符號表示該首歌曲有拍攝MV。

### 單曲
乃木坂46
|      | 發行日期        | 單曲名稱              | 參與歌曲名稱           | MV | 備註                     |
| ---- | --------------- | --------------------- | ---------------------- | -- | ------------------------ |
| 17th | 2017年03月022日 | 大影響家              | 第三陣風               | ★  | 出道作品 Center          |
| 18th | 2017年08月09日  | 蜃景                  | 蜃景                   | ★  | 與與田祐希共同擔任Center |
| 18th | 2017年08月09日  | 蜃景                  | 女人無法獨自入眠       | ★  | 與與田祐希共同擔任Center |
| 18th | 2017年08月09日  | 蜃景                  | 漫長夏日…              |    |                          |
| 18th | 2017年08月09日  | 蜃景                  | 能盡情哭泣不是很好嗎？ |    |                          |
| 18th | 2017年08月09日  | 蜃景                  | 未來的答案             | ★  |                          |
| 19th | 2017年10月11日  | 及時行事              | 失眠症                 |    |                          |
| 19th | 2017年10月11日  | 及時行事              | 我的衝動               | ★  |                          |
| 20th | 2018年04月25日  | 同步巧合              | 同步巧合               | ★  | 十四福神                 |
| 20th | 2018年04月25日  | 同步巧合              | 心動不已               | ★  |                          |
| 20th | 2018年04月25日  | 同步巧合              | 言靈砲                 |    | 妹坂                     |
| 21st | 2018年08月08日  | 以自我為中心！        | 以自我為中心           | ★  | 十四福神                 |
| 21st | 2018年08月08日  | 以自我為中心！        | 空扉                   | ★  |                          |
| 21st | 2018年08月08日  | 以自我為中心！        | 我喜歡過你，但是…      |    |                          |
| 21st | 2018年08月08日  | 以自我為中心！        | 感覺不像自己           |    |                          |
| 21st | 2018年08月08日  | 以自我為中心！        | 如果地球是圓的         | ★  |                          |
| 22nd | 2018年11月14日  | 想繞遠路回家          | 想繞遠路回家           | ★  | 選拔                     |
| 22nd | 2018年11月14日  | 想繞遠路回家          | 不成眠的商隊           | ★  |                          |
| 23rd | 2019年05月29日  | Sing Out!             | Sing Out!              | ★  | 十四福神                 |
| 23rd | 2019年05月29日  | Sing Out!             | 平行線                 | ★  |                          |
| 24th | 2019年09月04日  | 黎明來臨前無須逞強    | 你，認識我嗎？         | ★  |                          |
| 25th | 2020年03月25日  | 幸福的保護色          | 幸福的保護色           | ★  | 選拔                     |
| 25th | 2020年03月25日  | 幸福的保護色          | 每天都是Brand new day  | ★  |                          |
| 26th | 2021年01月27日  | 我會喜歡上自己的      | 我會喜歡上自己的       | ★  | 十二福神                 |
| 26th | 2021年01月27日  | 我會喜歡上自己的      | 有明天的理由           |    |                          |
| 26th | 2021年01月27日  | 我會喜歡上自己的      | Wilderness world       | ★  |                          |
| 26th | 2021年01月27日  | 我會喜歡上自己的      | 友情耳環               | ★  | 與遠藤櫻合唱             |
| 27th | 2021年06月09日  | 對不起Fingers crossed | 對不起Fingers crossed  | ★  | 選拔                     |
| 27th | 2021年06月09日  | 對不起Fingers crossed | 一切都是一場夢         | ★  |                          |
| 27th | 2021年06月09日  | 對不起Fingers crossed | 不受大人們的指示       |    |                          |

1. ↑  站位依據官方MV及演唱會正式呈現為參考依據
2. ↑  根據單曲CD内附歌詞本，小分隊名稱

其他
| 發行日期                                    | 單曲名稱       | 參與歌曲名稱 | MV | 備註         |
| ------------------------------------------- | -------------- | ------------ | -- | ------------ |
| 2018年03月014日                             | Ja-Ba-Ja       | 無國境時代   | ★  | 坂道AKB      |
| 2016年03月013日                             | 回憶上心頭DAYS | 初戀之門     | ★  | 坂道AKB      |
| 2020年6月17日（日本） 2020年6月24日（海外） | 世界中的鄰居啊 | —            | ★  | 下載限定歌曲 |
| 2020年7月24日                               | Route 246      | —            | ★  | 下載限定歌曲 |

### 專輯
乃木坂46
|      | 發行日期        | 專輯名稱         | 參與歌曲名稱     | 備註 |
| ---- | --------------- | ---------------- | ---------------- | ---- |
| 03rd | 2017年05月024日 | 最初的夢想       | 回憶優先         |      |
| 03rd | 2017年05月024日 | 最初的夢想       | 指定溫度         |      |
| 04th | 2019年04月017日 | 直到此刻化成回憶 | 毫無特色的戀愛   |      |
| 04th | 2019年04月017日 | 直到此刻化成回憶 | 即刻〜殘美傳説〜 |      |

## 演出

### 電視劇
- 殘美（2019年1月24日－3月28日，日本電視台）：飾演 先川柚月[58][59]

### 電台節目
- Radirer! Sunday（日语：らじらー!）（2019年4月14日－2021年8月22日，NHK廣播第1頻率）- 雙週星期日常規主持[24]

### 廣告
- 第60屆NHK旗爭奪鹿兒島縣選拔高中棒球大會（2018年，NHK鹿兒島放送局）[21]
- 親子時光與CupStar（2021年，サッポロ一番・カップスター）[60]

### 網上節目
- 曾於市長對談介紹影片（2018年）[61]
  - 觀光篇「曾於市推介景點」[61]
  - 自然篇「它自然但特別」[61]
  - 食篇「很多好吃的東西」[61]
  - 宜居小鎮篇「滿佈自然的曾於市」[61]
  - 全部篇[61]
- 曾於市PR影片第2彈[62]
  - 神社へ…「檍神社にトリップ！」（2020年2月4日－）[63]
  - パワースポットへ…「ミステリーパワースポットへ」（2020年2月11日－）[64]
  - お昼ご飯は…「大人気の道の駅にて」（2020年2月20日－）[65]
  - 特産品を…「たわわに実る ゆず畑へ」（2020年2月25日－）[66]
  - ワークショップ体験「お花屋さんのジェルキャンドル」（2020年3月3日－）[67]
  - 全編「旅をまるっと全編」（2020年3月3日－）[68]

### 活動
- NHK WALL aquarium 〜sea of AMAMI〜（2020年2月8日－3月8日，NHK鹿兒島放送局）[27]

## 書籍

### 雜誌連載
- an・an（日语：an・an）（Magazine House）
  - 美容的坂道攀登隊（2019年5月8日－2021年8月25日，Magazine House）- 與守屋茜（前櫻坂46）共演[1][69]

### 網路雜誌
- mer - いちばん身近なおしゃれのお手本帖（2020年11月19日－2021年8月22日）[70][71]

## 外部連結
- 大園桃子的Instagram帳戶（2020年9月13日－）（日語）
- YouTube上的背伸びな暮らし頻道（2022年1月29日－）（日語）
- philme （页面存档备份，存于）（日語）
  - philme的Instagram帳戶（日語）

乃木坂46時期
- 乃木坂46 大園桃子 個人簡介（2016年9月4日－2021年10月4日）（日語）
- 乃木坂46 大園桃子 官方部落格（2018年2月22日－2021年10月4日）（日語）
- 大園 桃子（乃木坂46）的SHOWROOM專頁（日語）（页面存档备份，存于）